# Galleria delle Macchine
La galleria delle Macchine fu un edificio realizzato dall'architetto francese Ferdinand Dutert (1845–1906) e dall'ingegnere strutturista Victor Contamin (1840–1893) con l'aiuto degli ingegneri Pierron, Charton e Eiffel, in occasione dell'Esposizione Universale del 1889 tenutasi a Parigi.

## Storia e descrizione
Il primo disegno di Dutert prendeva spunto dai precedenti edifici delle Esposizioni parigine, con una struttura a cinque gallerie. Ci è oscura la scelta finale di realizzare un'unica galleria, coperta da un'immensa struttura reticolare in acciaio, alta 48,324 metri, ma viene principalmente etichettata come idea di Dutert. La struttura si sviluppava principalmente in larghezza, regalando alla vista un pregevole effetto di imponenza. La produzione dei prefabbricati in acciaio venne affidata alla società Fives-Lille, che forniva le travi componibili con bulloni, direttamente il cantiere.
Dutert aveva affermato, come ci dice Blavette, che una struttura che sarebbe stata destinata all'esposizione di macchine sensazionali e innovative, doveva essere in sintonia e armonia con esse, e dunque appropriata espressione della loro magnificenza. Già in fase di progetto, vi furono comunque numerose contestazioni legate alla sicurezza della struttura, definita come un sogno irraggiungibile. Nonostante ciò, grazie all'aiuto di Édouard Lockroy ministro per il Commercio e presidente della commissione della fiera, che aveva appena autorizzato la realizzazione di una torre alta 300 metri, appunto la torre Eiffel, il progetto dell'architetto di Douai venne approvato. L'approvazione però avvenne comunque dopo alcune modifiche che Dutert dovette apportare al progetto per semplificare la struttura e la costruzione dell'opera.
L'immensa Galleria concepita da Dutert doveva terminare con delle enormi volte sui lati corti, che avevano il compito statico di equilibrare le forze, rendendo stabile la struttura ed ognuno dei quattro lati della Galleria era sostenuto da tre torrette. Dutert aveva la pretesa assoluta che ogni cosa, dall'imponente scheletro in acciaio ai più minimi dettagli, rispettasse il suo disegno di progetto. Purtroppo però le proteste sembravano non avere mai fine e l'architetto progettista dovette accettare, nell'interesse di un'ottima riuscita dell'Esposizione, che la struttura fosse soggetta ad ulteriori misure di sicurezza e che la sua Galleria sarebbe stata una semplice galleria d'appendice e dunque da ingentilire strutturalmente. Il grande merito di Dutert fu proprio legato alla sua capacità di non intaccare l'audacia e la temerarietà della sua costruzione nonostante le restrizioni ad essa assoggettate.
Il Palais des Machines sorgeva dunque dietro il Dòme Central, con un ingresso costituito da un largo vestibolo situato sull'asse principale del Campo di Marte, ovvero l'asse del Pont d'Iéna. Esteriormente dunque, era stato imposto a Dutert che la Galleria fosse una sorta di continuazione della struttura di Bouvard. Nel disegno finale si aveva una galleria principale, con 19 cappellette longitudinali ad essa, sormontate da una copertura piana sorretta da una serie di archetti metallici. La facciata, che dava su avenue de la Bourdonnais, fu realizzata con una soluzione di parete continua (Curtain Wall), la più grande mai vista prima, con la particolarità di sopportare soltanto il carico proprio e la spinta del vento, con travi d'acciaio alternate da vetrate colorate e sormontate da una serie di tanti piccoli archetti, e un enorme arco centrale proprio sopra il portone d'ingresso, che richiamava molto la struttura del Crystal Palace, da considerarsi il vero progenitore della Galleria delle Macchine. Inoltre, influenze inglesi arrivano anche dalla stazione di London Victoria a Londra (1862), realizzata con eleganti travi curve alte 40 metri. È pertanto chiaro che Dutert abbia tratto spunto proprio da tali costruzioni, da tali tecniche di lavorazione e assemblaggio dell'acciaio, riuscendo a perfezionarle e migliorarle nella sua Galleria.
La copertura era realizzata mediante archi a sesto acuto con tre incernierature, due al suolo e una all'estremo superiore, in modo da compensare la dilatazione e il ritiro dell'acciaio nel caso di variazioni di temperatura. Questa particolare realizzazione di arco a tre cerniere, risultava staticamente perfetta per coprire grandi luci, ottenendo una struttura non labile ed in perfetto equilibrio. Si trattava dunque di enormi semiarchi in acciaio, incernierati al suolo nell'estremo inferiore ed incernierati ad un altro semiarco all'estremità superiore. Si era in presenza di un'audacissima soluzione ingegneristica, che però non era del tutto una novità, dato che una soluzione più rudimentale di arco a tre cerniere era stata già realizzata nel 1865 da Schwedler per l'Unerspree-Brucke di Berlino. Questo sistema permetteva di scaricare enormi quantità di peso al suolo, ed era una soluzione che probabilmente fu suggerita da Contamin e Pierron.
Il Palais des Machines occupava quasi interamente tutta l'ampiezza dell'area del Campo di Marte. Copriva un'area di 500.000 piedi quadrati, la navata principale era ampia 363 piedi e lunga circa 1380 piedi, mentre le gallerie laterali, erano ampie 57 piedi. Secondo il sistema metrico, in sostanza, la costruzione aveva un'area di 48.000 m2, alta 110,6 metri con le cappellette laterali di ampiezza superiore ai 17,5 metri. Nonostante tali dimensioni però, è opportuno sottolineare che la Galleria di Dutert non era la più grande costruzione di acciaio e vetro del diciannovesimo secolo. Essa fu infatti superata dalle dimensioni del Manufactures and Liberal Arts Building del Chicago World’s Fair del 1893, con dimensioni che superavano di due volte quelle del Palais des Machines.
Per quanto riguarda il contratto per la costruzione della navata principale della Galleria, questo venne stipulato il 24 marzo 1887 e venne dato un anno di tempo alla compagnia per la sua realizzazione. Il contratto per le cappellette ai lati venne invece introdotto successivamente. In realtà comunque, la navata centrale fu divisa tra due detentori del contratto, ognuno dei quali era responsabile per la realizzazione della propria metà. Si trattava di 19 campate, le due laterali di 24,6 metri, quella centrale di 26,4 metri e quelle intermedie di 21,5 metri. I fotogrammi del passato davano proprio l'impressione di una notevole logica di uniformità, associata a un movimento immaginario della struttura.
Il costo stimato per la Galleria era di circa 260.000 sterline, 3,23 sterline per metro quadrato. Se si dovesse comunque tradurre il costo in termini attuali, si avrebbe un prezzo in ogni caso ragionevole. Si noti inoltre che questa fu la prima volta che l'acciaio venne impiegato per un lavoro di quel genere, in cui le travi venivano accuratamente lavorate e curvate, ed infine imbullonate tra loro.
Il terreno del Campo di Marte era adatto per la realizzazione di una larga struttura d'acciaio, ma fu fortemente sconvolto dagli antecedenti lavori per le Esposizioni passate, e si dovettero dunque studiare metodi di grande ingegno per costruire delle fondazioni speciali per sostenere carichi così grossi. Furono impiegati tipi diversi di fondazioni. Dove i depositi alluvionali della Senna erano più profondi di 3 metri, le fondazioni erano costituite da blocchi di muratura di 7x3,5 metri, alla profondità di 3,65 metri. Dei 40 scavi di fondazione, ben 25 erano di questo tipo. Nel caso in cui si avessero avute profondità inferiori ai 3 metri, lo spessore di base veniva aumentato proporzionalmente. I resti delle precedenti fondazioni vennero fatti saltare in aria per mezzo di dinamite e le nuove strutture di fondazione vennero completate in 7 mesi esatti.
Le due compagnie che invece si assicurarono l'appalto per la costruzione della navata centrale, erano la Fives-Lille, responsabile per la metà che terminava sulla avenue de La Bourdonnais, e che inoltre forniva i prefabbricati in acciaio; e la Cail & Cie che si fece carico della realizzazione della metà che terminava sulla avenue de Suffren. Ognuna delle due ditte cominciò i lavori dal centro della struttura, proseguendo man mano verso la facciata principale dei due rispettivi lati corti, ma vennero impiegati due metodi di costruzione differenti. La società Fives-Lille fu ammirabile per audacia e semplicità realizzativa. Venivano montate insieme al suolo le armature in ferro per le travi maestre, poi sollevate sul posto in modo che l'unica imbullonatura richiesta fosse ai due snodi delle travi. Tale sistema aveva il vantaggio di richiedere poche impalcature, tutto ciò di cui si aveva necessità era un cavalletto centrale alto fino alla mezzeria del soffitto e due piattaforme laterali; ogni elemento era indipendente, montato su ruote in modo da poter scorrere su rotaie man mano che il lavoro procedeva. Erano necessari due giorni per muovere ogni ponteggio all'area di montaggio della trave maestra successiva. In ogni trave c'erano approssimativamente 32.000 bulloni. La prima campata fu completata in 23 giorni, la seconda in 16, la terza in 12 e le rimanenti solo in 10. La Fives-Lille impiegò ben 250 lavoratori per la costruzione della propria metà. La Cail & Cie adoperò un metodo del tutto differente, costruendo un ponteggio ad arco, di cui la parte al culmine era della stessa forma che doveva avere la parte interna dell'arcata della galleria. L'imbullonatura avveniva al suolo, parte delle travi venivano issate e montate ad altre parti aggiuntive, dunque si fissavano parte delle travi a terra, e parte invece sul ponteggio a quelle già precedentemente disposte in opera. L'impalcatura si componeva di 5 torri collegate insieme, ognuna montata su 12 ruote. L'intero impalcato veniva mosso contemporaneamente di campata in campata. Le rotaie su cui i ponteggi si muovevano erano smontabili e trasportabili, dunque man mano venivano smontate e riposizionate con grande cura per permettere l'avanzamento dell'impalcatura. I movimenti da campata a campata avvenivano in un'ora e mezza circa, contro i due giorni della Fives-Lille. La Cail & Cie impiegò 215 operai e la propria metà fu completata in 6 mesi. Entrambe le ditte ebbero i loro meriti e furono, per tutta la durata della costruzione, coordinati e diretti da Adolphe Alphand, Direttore Generale dei Lavori.
L'ingresso principale del Palais des Machines era di maestosa monumentalità e venne soprannominato Grand Vestibule. Era una struttura a volta, interamente disegnata da Dutert. I 25,7 metri di diametro erano sostenuti da 4 larghi pilastri di ferro battuto, dell'altezza di 22 metri. L'intera superficie e copertura del Grand Vestibule era vetrata e la superficie verticale divisa in 16 larghi segmenti di vetro colorato, che di notte dava un notevole effetto di retroilluminazione, grazie a potenti lampade elettriche. L'idea era senza precedenti e diede molto probabilmente spunto a Bruno Taut, per la sua Glashaus del 1914.
Il Grand Vestibule era ampiamente decorato, così come lo era tutto il Palais des Machines. Fu proprio la pesantezza di alcune di queste decorazioni, introdotte da Dutert, che alimentò le polemiche. Infatti tali decorazioni venivano considerate un controsenso per quello che realmente la Galleria doveva dimostrare di essere: il nuovo tempio dell'architettura del ferro, che veniva intaccato da decorazioni che si scontravano con il concetto di opera ornata dalla sua funzione. In ogni caso Dutert raggiunse grandissima fama ed insieme a Contamin produsse una costruzione notevole anche per l'elegante design.
I principali elementi innovativi e di spessore furono gli arconi, ripetuti venti volte in modo da dividere i 421 metri in 19 campate. Era la larghezza di 111 metri di ciascun arco la vera peculiarità tecnica della Galleria. Tale apertura fu resa possibile dall'impiego dell'acciaio, un nuovo materiale in questo periodo, che stava gradualmente rimpiazzando il ferro battuto. Le particolari caratteristiche dell'acciaio erano chiaramente la duttilità, la resistenza meccanica, l'alto carico di snervamento. Il materiale era buono, ma i processi di produzione limitavano fortemente lo spessore delle lamine. L'elemento più massiccio era di una lamina di 10 mm, anche se spesso era ridotta a 7 mm. Dove lo sforzo era maggiore, più di sei lamine venivano imbullonate insieme. Le arcate erano studiate nei minimi particolari in modo tale da essere staticamente in equilibrio, analizzando tutti i minimi sforzi cui erano sottoposti e equilibrandoli alla perfezione. Si può dire che il sistema adoperato era quello di una travatura reticolare, semplice da realizzare e allo stesso tempo efficace dal punto di vista statico. Inoltre il design accurato della travatura degli archi, descriveva delle curve gentili, morbide, appena accentuate. Tutta questa accortezza di matrice ingegneristica era stata appositamente studiata nei minimi dettagli dagli ingegneri che lavorarono al progetto della Galleria. Tutti gli sforzi erano stati minuziosamente calcolati e ogni elemento era in grado di sopportare il carico distribuito su esso senza problemi, scaricando il carico in eccesso ad un altro elemento della travatura e annullando così qualsiasi rischio di sovraccarico e dunque di rottura. Grazie alle moderne tecnologie e ai sistemi di calcolo avanzati attuali, si è ricostruito il sistema adoperato per la Galleria per la realizzazione dello scheletro d'acciaio, con grande meraviglia legata alla straordinaria capacità degli ingegneri coinvolti nel progetto. È stato attentamente trattato anche il discorso legato alla sicurezza, che Dutert e Contamin avevano probabilmente grossolanamente esaminato. Infatti si crede che non avessero tenuto adeguatamente in considerazione la possibilità di deformazione dell'acciaio e i problemi legati alla sua flessione sotto compressione. La deformazione dell'acciaio era sicuramente conosciuta ma loro non potevano essere in grado di quantificare le conseguenze della flessione quando si avevano delle simili configurazioni di travi. Loro avrebbero dovuto sapere che tale problema era sproporzionatamente grande per una struttura di tali dimensioni. Diverse fonti affermano che l'impiego dell'acciaio era stato deciso successivamente a degli esperimenti e tentativi per raggiungere le prestazioni desiderate.

## Destinazione

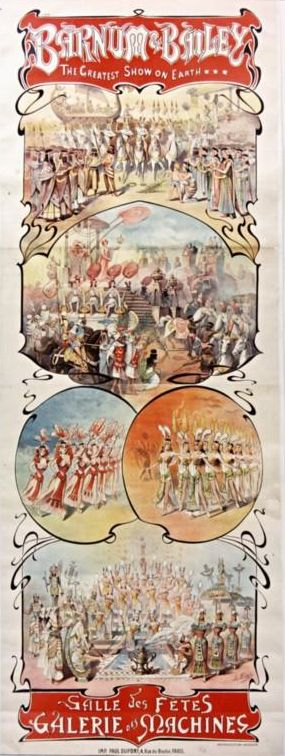
Barnum & Bailey, greatest show on earth. Sala delle feste. Galleria delle Macchine: manifesto di A. Edel. Stampato fra il 1900 e il 1909. Biblioteca nazionale di Francia.

Durante i vent'anni della sua esistenza la Galeries des Machines venne utilizzata in vari modi.
Durante l'esposizione universale del 1900, vi venne presentata l'Exposition française de l'Agriculture et de l'Alimentation, la cui parte più spettacolare fu un veliero e vele rosse ed oro, riproduzione in grandezza naturale del vascello Le Triomphant, realizzato dalla ditta  Menier. A fianco fu installata la Grande Ruota di Parigi, una delle principali attrattive dell'esposizione del 1900.
Venne dato lo spettacolo Barnum & Bailey Greatest Show On Earth.
Dal 1902 Henri Desgrange chiese all'architetto Gaston Lambert di adattare la Galerie des Machines, per installarvi una pista coperta per gare di ciclismo, l'auto-vélodrome d'hiver, il primo Vel d'hiv.
La pista in legno di 333 m di lunghezza e di 8 di larghezza venne costruita in 20 giorni. Inaugurato il 20 dicembre 1903, il velodromo, detto La Glacière, conobbe rapidamente un grande successo popolare.  Nel 1905 il ciclista Gabriel Poulain gareggiò con tutti gli avversari che lo sfidarono.
Fino al 1908 vi si tenne il Concorso generale agricolo.
Il 20 maggio 1904 il quotidiano francese Le Matin vi organizzò una competizione militare: la Marcia dell'Esercito. La galleria delle Macchine fu trasformata in una sorta di vasto accampamento dove i marciatori andavano a riposarsi, ristorarsi e farsi curare.
Durante lo sciopero generale del 1º maggio 1906, le truppe incaricate del mantenimento dell'ordine vi si acquartierarono: sei battaglioni di fanteria e dieci squadroni di cavalleria.
Nel 1906 il Consiglio comunale votò per la demolizione della Galleria, mentre il Senato ed il Ministro dell'agricoltura si espressero per il suo mantenimento.
Nel 1909 la città annunciò la sua demolizione per liberare la prospettiva verso il Campo di Marte. Desgrange decise allora di edificarvi accanto, all'angolo di boulevard de Grenelle con rue Nélaton, un nuovo velodromo, il nuovo Vel' d'Hiv, che nacque allora.
La scomparsa della galerie des Machines gettò nella costernazione il mondo agricolo, la grande mostra annuale, che era per tutti i produttori e fornitori agricoli un grande mercato ove venivano trattati i loro affari più importanti.
Al museo d'Orsay di Parigi è esposto un modellino 1/200 della Galerie des Machines.